# Joyride (álbum de Tinashe)
Joyride es el tercer álbum de estudio de la artista estadounidense Tinashe. Fue lanzado a través de RCA Records el 13 de abril de 2018. El álbum presenta apariciones especiales de Offset, Ty Dolla Sign, French Montana, Little Dragon y Future. El álbum también cuenta con la producción de Stargate, Dre Moon, Hit-Boy, T-Minus y otros.
El álbum recibió críticas generalmente positivas de los críticos musicales, la mayoría de los cuales elogiaron la composición y los temas del álbum; sin embargo, algunos lo criticaron por no ser coherente como los álbumes de estudio anteriores de Tinashe. El álbum debutó en el puesto 58 en el Billboard 200 de Estados Unidos, vendiendo 9800 unidades equivalentes a álbumes, de las cuales 4710 provinieron de ventas puras.
El álbum fue apoyado por tres sencillos: "No Drama" con Offset, "Faded Love" con Future y "Me So Bad" con French Montana y Ty Dolla Sign.

## Antecedentes
El 2 de septiembre de 2015, Tinashe lanzó un adelanto de Joyride en YouTube. El 9 de septiembre, Tinashe filtró el sencillo "Party Favors" con el rapero Young Thug como una forma de hacer rodar la pelota por parte de su sello. El 2 de octubre de 2015, Tinashe lanzó otra canción, "Player" con Chris Brown, como el primer sencillo principal previsto del álbum. El 21 de octubre de 2015, Tinashe apareció en la canción "All My Friends" del dúo electrónico británico Snakeships, que alcanzó el top 20 en cinco países. Unas semanas más tarde, el 17 de noviembre, Tinashe celebró una fiesta de desayuno para escuchar Joyride en el Sony Club de la ciudad de Nueva York, a la que asistieron periodistas y otros miembros de la industria musical. En este evento, tocó al menos una canción que terminó en la versión final de Joyride: la canción de cierre del álbum, "Fires and Flames". Otras dos canciones tocaron ese día: "Fearless" y "Prisoner" — no han sido puestos en libertad.
Después de unos meses sin lanzar música nueva, Tinashe lanzó un nuevo sencillo principal previsto para el proyecto, titulado "Superlove". La canción fue lanzada el 15 de julio de 2016 y el video musical, dirigido por Hannah Lux Davis, debutó el 12 de agosto de 2016 en Snapchat de MTV con excelentes críticas. El video en YouTube alcanzó un millón de visitas en solo un día y medio. El 15 de septiembre de 2016, con una actuación en MTV Wonderland, Tinashe lanzó "Company" como el segundo sencillo previsto del álbum.
 Sin embargo, este terminó siendo el primer y único sencillo de su álbum Nightride de 2016. Quizás concebido como un remanente hasta que Joyride estuvo listo para ser lanzado, Nightride presentó muchas de las canciones que se suponía que estaban en la versión original de Joyride, incluidas "Sacrifices", "Soul Glitch", "Ghetto Boy" y "Touch Pass" (que estrenó inicialmente en la fiesta de escucha de Joyride en noviembre de 2015 y actuó en el Joyride World Tour a principios de 2016). Los sencillos promocionales "Ride of Your Life" y "Party Favors" (sin Young Thug) también se incluyeron en Nightride.
El 16 de marzo de 2017, Tinashe lanzó otro sencillo principal previsto para Joyride, que también se estrenó inicialmente en la fiesta de escucha de Joyride de noviembre de 2015, "Flame". En una entrevista del 30 de marzo de 2018, Tinashe afirmó que el lanzamiento de "Flame" como sencillo principal fue idea de su sello discográfico y dijo: "No me obligaron, pero fue una de estas situaciones en las que fue como 'Está bien, Confiaré en ustedes y esta es la que ustedes creen que es la mejor decisión, así que voy a apoyarla', porque eso es más ventajoso que sabotear mis propias canciones... Y cuando eso no fue necesariamente exitoso, me di cuenta que era mi turno de volver al asiento del conductor en cuanto a curar cada movimiento que hice a partir de ahí". Después de continuar trabajando en el álbum durante el verano de 2017, Tinashe anunció el lanzamiento de tres nuevos sencillos de Joyride el 12 de enero de 2018. "No Drama" con Offset fue lanzado como primer sencillo el 18 de enero de 2018, con un video musical acompañado dirigido por Sasha Samsonova. "Faded Love" con Future se lanzó el mes siguiente, el 12 de febrero. Se lanzó un video vertical a través de Spotify el 16 de febrero y en YouTube tres días después.
El 16 de marzo de 2018, Tinashe finalmente reveló la portada de Joyride en su Instagram y anunció que el álbum se lanzaría el 13 de abril de 2018. El 30 de marzo de 2018, se lanzó el tercer sencillo "Me So Bad", con Ty Dolla Sign y French Montana, junto con un video musical dirigido por Sahsa Samsonova. Con este lanzamiento llegó el pedido anticipado digital de Joyride. El 25 de abril de 2018, se lanzó una edición especial de Joyride exclusivamente en Japón, que incluye los tres primeros sencillos originales ("Player", "Superlove" y "Flame") como pistas extra, así como la nueva pista "L-O-V-E ". La versión de "Player" presente en esta edición presenta AK-69 en lugar de Chris Brown.

## Título y empaque
Tinashe explicó a Billboard el significado detrás del título: "Siempre lo tuve en la parte de atrás de mi cabeza, pero comenzó a ser cada vez más relevante para el estado actual de mi carrera. Con todos estos viajes que hice el año pasado y todo lo que he pasado, realmente se siente como una aventura, un viaje, un viaje".
La portada del álbum muestra a Tinashe posando con un vestido futurista junto con un jetpack cubierto de púas que emerge de su espalda. La última página del folleto Joyride como parte del CD incluye una página dedicada a su agradecimiento, incluida su abogada Dina LaPolt, quien trabajó anteriormente con Fifth Harmony, Britney Spears, deadmau5, entre otros: "Gracias Dina LaPolt y Danielle Price por todo lo que han hecho para finalmente impulsar este proyecto. Mis fans y yo estaremos eternamente agradecidos".

## Gira
En el verano de 2015, Tinashe se unió a Nicki Minaj para dar conciertos en Estados Unidos en The Pinkprint Tour. También se unió a Katy Perry en septiembre y octubre en la etapa sudamericana del Prismatic World Tour.
Tinashe anunció el Joyride World Tour el 12 de enero de 2016 para apoyar el álbum. A partir de febrero de 2016, se programó hasta mayo de 2016, incluidas fechas en América del Norte, Europa, Asia y Oceanía. La gira finalmente se canceló porque Tinashe quería concentrarse en hacer nuevas canciones para el álbum. Tinashe también reveló otro sencillo promocional, "Ride of Your Life", el 2 de febrero de 2016.

## Lista de canciones
| N.º | Título                                           | Productor(es) | Duración |  |
| 1.  | «Keep Your Eyes on the Road (Intro)»             | Tinashe       | 1:09     |  |
| 2.  | «Joyride»                                        | Hit-Boy       | 3:25     |  |
| 3.  | «No Drama» (con Offset)                          | Stargate      | 3:20     |  |
| 4.  | «He Don't Want It»                               | T-Minus       | 2:52     |  |
| 5.  | «Ooh La La»                                      | Todd Cooper   | 3:15     |  |
| 6.  | «Me So Bad» (con Ty Dolla Sign y French Montana) | Dre Moon      | 3:08     |  |
| 7.  | «Ain't Good for Ya (Interlude)»                  | Luciano       | 1:03     |  |
| 8.  | «Stuck with Me» (con Little Dragon)              | Felix Snow    | 3:25     |  |
| 9.  | «Go Easy on Me (Interlude)»                      | Tinashe       | 0:31     |  |
| 10. | «Salt»                                           | Soundz        | 3:48     |  |
| 11. | «Faded Love» (con Future)                        | Stargate      | 3:24     |  |
| 12. | «No Contest»                                     | Soundz        | 3:47     |  |
| 13. | «Fires and Flames»                               | Compass       | 3:46     |  |

| Edición japones |                              |             |          |  |
| N.º             | Título                       | Producer(s) | Duración |  |
| 14.             | «L-O-V-E»                    | Stewart     | 3:27     |  |
| 15.             | «Superlove»                  | Stewart     | 3:03     |  |
| 16.             | «Player (remix)» (con AK-69) | Lulou       | 3:22     |  |
| 17.             | «Flame»                      | Sir Nolan   | 3:07     |  |